# La volpe della risata
La volpe della risata  (Crazy Like a Fox) è un cortometraggio muto diretto da Leo McCarey e con Charley Chase, Martha Sleeper e Oliver Hardy il quale interpreta il ruolo di un passante con cui Charley, che fa finta di essere matto, sperimenta le abilità che dovrà mettere in gioco per evitare il matrimonio cui è costretto dal padre.

## Trama
I genitori di una giovane donna hanno deciso di farla sposare con un uomo che lei nemmeno conosce; il suo nome è Wilson, e il matrimonio vuole essere un pegno di riconoscenza di George, padre di lei, nei confronti del padre di lui, suo amico da sempre.
La fanciulla è contraria e decide di fuggire a Philadelphia. Alla stazione incontra casualmente Wilson a causa di uno scambio di valigie, e i due si innamorano a prima vista, tanto che, distratta da un piacevole colloquio con lui, la ragazza non si avvede, se non quando è troppo tardi, di aver perduto il treno. Si danno quindi appuntamento al giorno dopo nello stesso luogo.
Rimasto solo con il valletto personale, Wilson si sente ricordare le imminenti nozze, ma non ne vuole più sapere, ora che ha incontrato la donna della sua vita; su suggerimento del valletto accetta allora di fingersi matto per mandare a monte la cerimonia.
Prima di entrare in casa dei futuri suoceri simula un accesso di follia con un passante che corre spaventato a chiamare il manicomio. Il piano può quindi essere attuato; quando entra in casa il valletto porge alla madre della promessa sposa la lettera di presentazione, cui è stata aggiunta una postilla in cui si accenna alla follia del giovane. Questi mette in scena tutta una serie di comportamenti strampalati tanto che il padre della ragazza chiama il medico di famiglia per avvisarlo di quanto accade, sentendosi rispondere che l'unica soluzione per placare Wilson è fingersi pazzo a sua volta.
Alla fine sarà proprio lui ad essere portato in manicomio dagli infermieri, mentre Wilson, aiutato dalle parole del dottore - secondo cui si tratta di una persona del tutto normale e di una sua vecchia conoscenza -, convince la fanciulla della sua normalità, e i due possono così dare spazio al loro amore.

## Curiosità
Il film è caratterizzato da una gag improvvisata da Chase in uno dei suoi finti accessi di follia. Davanti al padre della ragazza che ama fa un trucco con la mano, ovvero quello dell'indice diviso in due. Egli piega l'indice di una mano e con l'altra chiude sempre l'indice sopra il pollice, avvicinandolo alla parte piegata del dito dell'altra mano; facendo credere che sia spezzato. Questo trucco verrà ripreso dallo Stanlio di Stan Laurel nel film Noi siamo zingarelli nel 1936 per prendere in giro Oliver Hardy nella parte di Ollio.